# Круасан

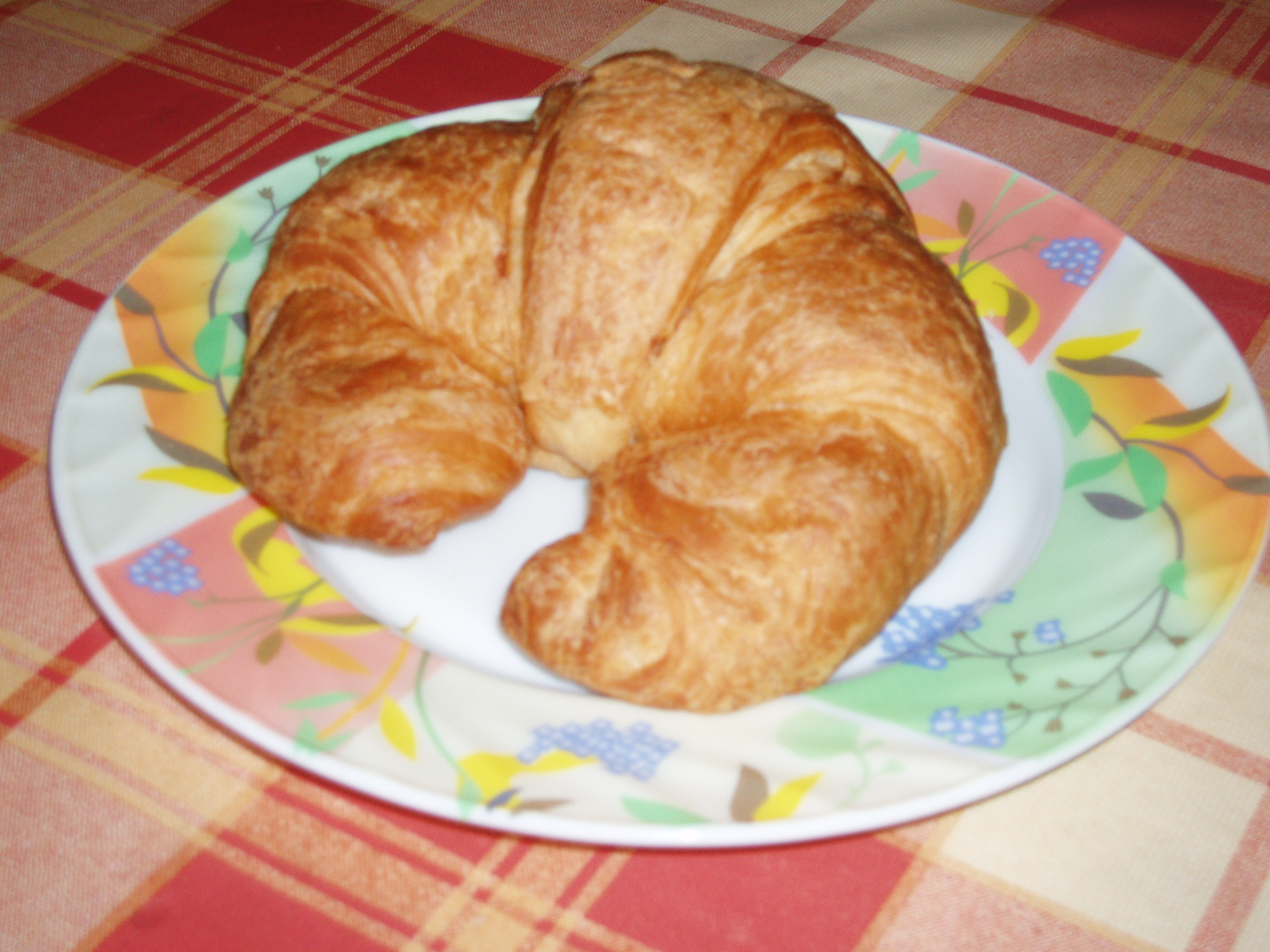
Круасан

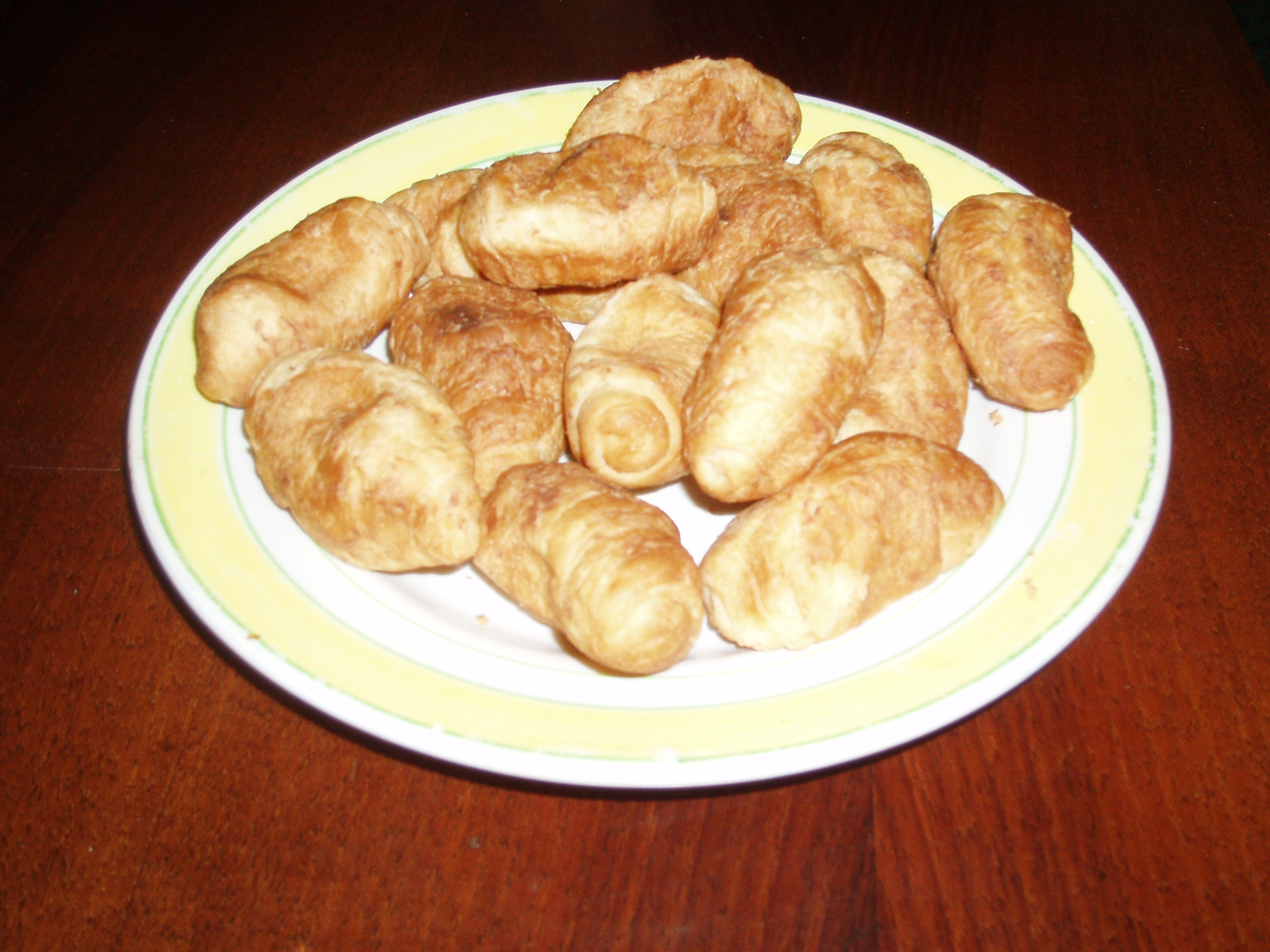
Тарілка маленьких круасанів

Круаса́н (фр. croissant, досл. «півмісяць», тж. «ріжок, підковка», ін. значення «той, що зростає») — традиційний для французької та австрійської кухонь невеликий хлібо-булочний кондитерський виріб із листкового тіста у формі півмісяця з начинкою або без. Свого роду традиційний для України виріб під назвою рогалик, але той зазвичай не готується з листкового тіста і може бути більш загнутим.

## Приготування
Круасани випікаються з листкового тіста, до складу якого входять пекарські дріжджі і вершкове масло (жирність масла має бути не меншою за 82 %), що робить круасан доволі калорійним і жирним.
Круасани можуть бути як без начинки, так і з різноманітним наповненням — найчастіше шоколадна глазур, джем, горіхова суміш, сир тощо.

## Історичні дані
Походження круасанів оповите  величезною кількістю міфів. Існує версія, за якою  випічка у формі півмісяця була традиційною для Австрії ще з 1000 року. У Франції круасани вперше згадуються в описі званого королівського бенкету в Парижі, влаштованого у 1549 році. Згідно з іншою версією, круасани у Франції офіційно представила та популяризувала  Марія-Антуанетта Австрійська у 1770 році, а вперше їх виготовили віденські пекарі у 1689 році.
Вважають, що перший рецепт круасанів був опублікований у 1891 році. Рецепт цих виробів з листкового тіста вперше згадується у Франції у 1905 році. Спочатку круасани робили з іншого тіста, і вони були схожі на здобні булочки. 
Хліб у формі півмісяця був популярний ще за Середньовіччя на Сході (існують навіть версії, що такий хлібець у формі півмісяця — символу іслама винайдено саме мусульманами). 
У французькій кухні і навіть культурі в цілому круасан є своєрідним національним символом. У Франції традиційним є вживання круасанів на сніданок разом з філіжанкою кави або какао. Крім того, круасани зазвичай входять до сніданкових меню більшості готелів світу (т. зв. європейський континентальний сніданок), розрахованих на приймання відвідувачів з Європи.